# برج سیدنی
برج سیدنی که به آن اِی‌ام‌پی نیز گفته می‌شود، یکی از بلندترین برجها و دومین برج مرتفع استرالیا می‌باشد (اولین برج، برج کیو یک در «گلد کست» واقع است). این برج همچنین دومین برج مرتفع در نیمکره جنوبی بحساب می‌آید. اولین و بلندترین برج نیمکره جنوبی برج آسمان واقع در نیوزلند می‌باشد. برج سیدنی یکی از اعضای فدراسیون برجهای جهانی می‌باشد.
ارتفاع برج سیدنی ۳۰۹ متر می‌باشد و در ناحیه تجاری سیدنی واقع در خیابان مارکت شماره ۱۰۰ بین خیابانهای پیت و کسلریاگ قرار گرفته‌است. از طریق مرکز خرید خیابان پیت می‌توان به ورودی این برج نیز دسترسی داشت.
بازدید از این برج جهت عموم آزاد است و یکی از پر جاذبه‌ترین مکانهای گردشگران و جهانگردان جهان به حساب می‌آید. شالوده این برج در سال ۱۹۷۰ بنا و در سال ۱۹۷۵ عملیات ساختمانی برج آغاز گردید. بهره‌برداری و بازدید عمومی از چهارمین برج جهان در سپتامبر ۱۹۸۱ آغاز شد. این برج ۳۶ میلیون دلار استرالیا هزینه در بر داشته‌است.

## بخشهای مختلف برج
سه قسمت مختلف در این برج وجود دارد که قابل استفاده برای عموم است. یکی از قسمت‌ها در ارتفاع ۲۵۰ متری سطح زمین قرار گرفته‌است که مهمانان با زاویه دید ۳۶۰ درجه می‌توانند سطح شهر سیدنی را بنگرند.
در این طبقه فروشگاه عرضه سوغات و دستگاه اندازه‌گیری باد (باد سنج) را می‌توان مشاهده نمود. در ارتفاع ۲۶۸ متری برج می‌توان به یک فضای باز دسترسی داشت که از آن طریق پایین برج قابل مشاهده‌است. بازدید از این طبقه نیازمند به دریافت وقت قبلی می‌باشد.
یک رستوران گردان بهمراه بوفه در بالای برج قرار دارد. این رستوران دارای گنجایش ۲۲۰ نفر و سالانه پذیرای ۸۵ هزار مهمان می‌باشد. از این تعداد بازدیدکننده ۵۰ هزار نفر مهمان بین‌المللی به ویژه از کشورهای آسیایی می‌باشند.
ظرفیت این برج ۹۶۰ نفر می‌باشد. بازدید کنندگان برج حدود ۴۰ ثانیه از طریق سه آسانسور می‌توانند به بالای برج برسند.این برج سالانه شاهد چندین مراسم آتش بازی رنگارنگ به ویژه در جشنهای ملی و سال نو استرالیا بوده‌است.همه ساله مسابقهٔ دو در این برج به نمایش در می‌آید و شرکت کنندگان در این مسابقه می‌بایستی از ۱۵۰۴ پله و در کوتاهترین زمان خود را به بالای برج برسانند. هزینه جمع‌آوری شده به انجمن حمایت از بیماران سرطانی منتقل می‌گردد.